# 日本橋ヨヲコ
日本橋 ヨヲコ（にほんばし ヨヲコ、1974年10月3日 - ）は、日本の漫画家。香川県出身。血液型はO型。女性。夫は作画監修兼チーフアシスタントの木内亨。
2023年6月時点で、日本漫画家協会参与。

## 来歴

### 生い立ち
1974年10月3日、香川県に生まれる。兄が買っていたいろいろなジャンルの少年漫画を読み、育つ。小学生時代、部活動でバレーボールを経験する。
小学3年から4年のころ、兄が購入した誕生日プレゼントの『漫画テクニック講座』と画材を使用し、漫画を描く。しかし日本橋はペンに対して描きづらさを感じ、それらを「一度使ったきりそれ以後は使わなかった」という。初めて漫画家になりたいと考えたのは小学時代であったが、中学1年の時に幼なじみに出会い、「本気でなりたい」と考える。初めてきちんと漫画を描いたのは、この幼なじみに読んでもらうために描いたギャグ漫画であった。迷った時には、幼なじみと「一緒に楽しく漫画を描いていた」ころを振り返り、初心に帰るという。
絵を描くことが好きであったため、小学時代から高校時代までは自己流で漫画を描いていたが、「描きたい（言いたい）ことが無かった」日本橋は、3ページくらいで手が止まってしまっていた。漫画好きなこともあり、高校時代に漫画家になることを考えていたが、プロは「言いたいことがあるから描ける」と考えた日本橋は一度断念をする。

### 大学時代からデビューまで
大学生になり、心境の変化により本格的に漫画を描く決意をする。大学2年の時に、成人式のために帰省した直後に阪神・淡路大震災で被災し、周囲の人間を亡くす経験をし、それを機に価値観が変化。大学3年になり、就職と漫画家で進路に悩むが、被災により「死」を認識した日本橋は、「人は簡単に死んでしまうことが解ってしまった」ため、「死ぬまでに自分のやりたかったことをやろう」と考え漫画家を選ぶ。日本橋によると、被災により「体自体が覚醒し」、「感動する感覚が身についた」ことにより「作品が創れるようになった」という。「自分のペースで」執筆をしようと考えた日本橋は、「描き癖」をつけるために月に1度漫画を応募しようと決意し、当時「一番近い締め切り」であったちばてつや賞に投稿。1996年8月、大学3年生の時にその作品『爆弾とワタシ』が第34回の同賞ヤング部門で佳作を受賞し、『週刊ヤングマガジン』（講談社）に掲載された『ノイズ・キャンセラー』でデビュー。

### デビュー後
1997年より『週刊ヤングマガジン』（講談社）にて『プラスチック解体高校』の連載を開始。1999年より同誌にて『極東学園天国』の連載を開始。2000年より『月刊IKKI』（小学館）にて『G戦場ヘヴンズドア』を連載。
『イブニング』（講談社）にて2006年2号より『少女ファイト』の連載を開始。2011年には同作の第8巻の発売と日本橋の画業15周年を記念して、サイン会を開催。2014年には同誌でイブニング新人賞特別審査員長を務めている。
2016年、画業20周年と『少女ファイト』の連載10周年を迎える。それを記念して、初となるトークイベントと大原画展を開催。2023年、『イブニング』の休刊により同作が『コミックDAYS』（同）に移籍となる。2025年、『グランドジャンプむちゃ』（集英社）にて『喫茶牢獄』の連載を開始。

## 作風
「過去のトラウマ」や「家族に対してのコンプレックス」、「心の中にある大きな壁を乗り越えていく」ことが描かれた作品が多い。

### 画風
「線が太め」の「男性的」な絵を描く。日本橋によると、小学のころから線の太い絵を描いていた。絵に関しては、新沢基栄の『ハイスクール!奇面組』から影響を受けている。
愛用画材は、つけペンはゼブラGペン、インクはKAIMEI DRAWING SOL-K、消しゴムはMONO消しゴム、下描きは青シャーペンの「ish」。Gペンでの描写の際は、よりGペンらしく見せるため太くふくらみを持たせて描くようにしている。

## 人物

### 影響を受けた作品
一番衝撃を受けた作品に、手塚治虫の『ブラック・ジャック』を挙げている。
魔夜峰央の『パタリロ!』が好きで、同作が『花LaLa online』（白泉社）に移籍した際にはサイトに寄稿をしている。

### 漫画制作
「作品」ではなく「話を描きたくて漫画家になった」ため、ネームのセリフなどを意識して制作している。日本橋は「男も女もそんなに変わりはない」と考えているため、男性誌でも男性心理を意識して描いていないが、「女性がヘンな風に男性の理想を押し付けるようなことはしない」ように気をつけている。読み切りについては「ネタ勝負」、連載についてはキャラクターを重視して制作を行っている。
時間に余裕ができると仕事道具とともに旅館に向かい、温泉とネームを繰り返している。日本橋は「血行が良くなるといいアイデアを思いつく」という。

## 作品リスト

### 連載
- プラスチック解体高校（『週刊ヤングマガジン』1997年39号[13] - 1998年19号[14]）
- 極東学園天国（『週刊ヤングマガジン』1999年30号[15] - 2000年32号[16]）
- G戦場ヘヴンズドア（『月刊IKKI』2000年[2] - 2003年）
- 少女ファイト（『イブニング』2006年2号[6] - 2023年5号→『コミックDAYS』2023年6月1日[10] - 、既刊18巻）
- 喫茶牢獄（『グランドジャンプむちゃ』2025年3月号[11] - ）

### 読み切り
- ノイズ・キャンセラー（『週刊ヤングマガジン』1996年36・37合併号）
- バング スタイル ア ゴー ゴー（『ヤングマガジン増刊赤BUTA』No.8、1996年）
- Id ［イド］（『ヤングマガジン増刊赤BUTA』No.11、1997年）
- インセクトソウル（『ヤングマガジン増刊赤BUTA』No.10、1997年）
- ギアボイス（『ヤングマガジン増刊赤BUTA』No.12、1997年）
- ストライク シンデレラ アウト（『ヤングマガジン増刊赤BUTA』No.20、1998年）
- 花（『COMIC CUE』2000年No.9）
- CORE［コア］（『バシズム 日本橋ヨヲコ短篇集』描きおろし、2001年）
- ハイジャンパーズ・ハイ（『週刊ヤングマガジン』2002年49号[17]）
- 粋奥（『月刊IKKI』[18]）
- 日本橋メソッド
- Singin' In The Rain（『イブニング』2013年16号[19]）
- You Don't Know Me（『G戦場ヘヴンズドア 完全版』描きおろし[20]、2016年）
- 西暦2058年、これから40年後の犬神鏡子のとある日常の話をしよう。（2018年12月21日、KAI-YOU[21]）

### 書籍
- 『プラスチック解体高校』講談社〈ヤンマガKCスペシャル〉、1998年[13][14]、全2巻
- 『極東学園天国』講談社〈ヤンマガKCスペシャル〉、1999年[15] - 2000年[16]、全4巻
  - 『新装版 極東学園天国』講談社〈KCデラックス〉、2013年[19]、全4巻
- 『バシズム 日本橋ヨヲコ短篇集』講談社〈KCデラックス〉、2001年4月4日発売[22]、ISBN 978-4-06-334390-8
  - 「ストライク シンデレラ アウト」、「ノイズ・キャンセラー」、「バング スタイル ア ゴー ゴー」、「Id ［イド］」、「インセクトソウル」、「CORE［コア］」、「ギアボイス」、「花」収録
  - 『新装版 バシズム 日本橋ヨヲコ短篇集』講談社〈KCデラックス〉、2016年10月21日発売[17][23]、ISBN 978-4-06-393061-0
    - 上記短篇集から「ハイジャンパーズ・ハイ」追加収録[17][23]
- 『G戦場ヘヴンズドア』小学館〈IKKI COMICS〉、2003年、全3巻
  - 『G戦場ヘヴンズドア 完全版』小学館〈ビッグコミックス〉、2016年、全3巻
    - 完全版第1巻に「粋奥」第1話[24]、第2巻に第2話[25]、第3巻に「You Don't Know Me」収録[20]
- 『少女ファイト』講談社〈KCデラックス〉、2006年[6] - 、既刊18巻（2022年1月21日現在）
- 『粋奥』作画監修：木内亨、2013年7月23日発売[19] - 電子書籍のみ[18]
  - 「日本橋メソッド」併録[18]

### イラスト
- 『ある果実』挿絵（西尾維新著、2006年『西尾維新クロニクル』）
- 『ヴァイスシュヴァルツ アイドルマスター』カードイラスト（ブシロード、2009年8月22日[26]）
- 三国志大戦3 〜猛き鳳凰の天翔〜 イラスト（セガ、2009年7月[27]）
- 【懺・】さよなら絶望先生 第11話エンドカード（2009年）
- 『ULTRA GRAPHICS 1999-2009 ウルトラジャンプ10周年記念画集』（2009年10月20日発売[28]、集英社） - イラスト参加[28]
- ラジオCD「犬神鏡子と愉快な仲間たちのオールイブニングニッポン」（2010年9月3日発売[29]） - ジャケットイラスト描きおろし[29]
- 『ミッキーマウス90周年記念イラスト集 gift』（2019年6月28日発売[30]、講談社） - 描きおろしイラスト収録[30]

### アンソロジーなど
- 同人誌『恵文子ちゃん2』2010年4月18日発売[31] - 恵文社バンビオ店オープン5周年記念本[31]、参加[31]
- 『めろねこ』（2012年3月5日発売[32]、白泉社） - 『MELODY』掲載のショート漫画収録[32]

### その他

#### インタビュー・対談
- インタビュー（『ジャンプスクエア』2009年2月号[33]、『ジャンプスクエア』公式サイト2009年1月 - 1月19日[33]）
- 女性マンガ家が女子マンガを語る対談（『FRaU』2009年9月号[34]、講談社） - 岩岡ヒサエとの対談掲載[34]
- インタビュー（無料Webマガジン「メランコフ」、2010年4月1日[35]）
- 『うさぎドロップ9.5巻 映画・アニメ・原作 公式ガイドブック』（2011年7月8日発売[36]、祥伝社） - 宇仁田ゆみ、野村宗弘との座談会収録[36]
- 風間俊介との対談（『TV Bros.』2013年7月6日号（パート1）[37]、『イブニング』2013年15号（パート2）[37]）
- インタビュー（『イブニング』2014年15号[8]）
- lyrical schoolのプロデューサー・キムヤスヒロとの対談（『TV Bros.』2020年12月号[38]）

#### 寄稿
- 『アニメ化物語オフィシャルガイドブック Side-Novel』（2009年6月29日発売[39]、講談社） - 描きおろしトリビュートイラスト収録[39]
- ゆうきまさみ開業30周年！記念企画展（2010年12月7日 - 2011年1月10日[40]、渋谷パルコpart1 5階特設会場開催[40]） - お祝いイラスト寄稿[40]
- 『鉄腕バーディーEVOLUTION』第7巻初版限定版画集「ゆうきまさみ 30＋1」（2011年2月26日発売[41]、小学館） - 上記企画展のお祝いイラストを収録[41]
- 『はやて×ブレード』第15巻特装版同人誌（2011年11月18日発売[42]、集英社） - 参加[42]
- 特集「みんなの焼肉」（『モーニング食』[43]、2011年） - 参加[43]
- UN-GO展（2011年11月11日 - 、ノイタミナショップ開催[44]） - 応援イラスト展示[44]
- 『夜回り先生 希望編』（2012年6月29日発売[45]、小学館） - 文章寄稿[45]
- 『ナガサレール イエタテール』（2013年3月6日発売[46]、太田出版） - 応援ペーパー[46]
- 風間俊介「ダンスはうまく踊れない」（『TV Bros.』連載[37]） - 題字執筆[37]
- 『ドルメンX』応援特設ページ（2016年6月10日[47]） - お気に入りのシーンピックアップ掲載[47]
- 『アスタロト・クロニクル』第2巻（2017年4月8日発売[48]、小学館クリエイティブ） - 特別寄稿収録[48]
- 『アオイホノオ』第17巻「被害者の会小冊子付特別版」（2017年5月12日発売[49]、小学館） - 描きおろしイラスト収録[49]
- 『魔夜の娘はお腐り申しあげて』（2018年11月14日発売[50]、小学館） - 作者の山田の初の単行本刊行を記念したお祝いメッセージ掲載[50]
- 『総特集 高橋葉介 大増補新版 『夢幻紳士』40周年記念』（2021年6月11日発売[51]、河出書房新社） - 寄稿[51]

## イベントなど

### イベント
- ブログデザインコンテスト（2009年7月、JUGEMとロリポップ!との合同企画[52]）
- ウルジャンまつり in アキバ2009（2009年10月31日[53] - 、秋葉原UDXギャラリー開催[53]） - ピンナップシリーズ「ULTRA GRAPHICS」展示[53]
- 大原画展「日本橋ヨヲコ画業20周年記念展」（2016年9月17日  - 10月30日[9]、横手市増田まんが美術館開催[9]） - ファイナルイベントに日本橋が登場[9]

### 出演
- ラジオ番組「a-GENERATION」（2013年8月10日放送[54]、文化放送） - ゲスト出演[54]
- 原画展「最初で最後の大原画展 －IKKI TO THE NEXT STAGE!!－」（2014年7月26日 - 8月24日[55]、横手市増田まんが美術館開催[55]） - 8月24日にイベント出演[55]
- トークイベント「画業20周年記念・真夏の日本橋祭り」（2016年8月20日[9]、東京都LOFT9 Shibuya開催[9]） - 初のトークイベント[9]
- 横手市増田まんが美術館リニューアルオープン記念イベント（2019年5月1日 - 5日[56]、横手市増田まんが美術館開催[56]） - 5月1日にイベント参加[56]
- トークイベント「ライブナタリー Presents STUDY! 〜デジタル作画 トーク＆ライブドローイング〜」（2020年3月15日[57]→2020年7月19日[58]、東京カルチャーカルチャー開催[58]） - リモートでイベント出演[58]

## 関連人物
- 久保保久 - 元アシスタント。
- 宮下裕樹 - 元アシスタント[59]。
- えりちん - 元アシスタント。
- 長田悠幸 - 元アシスタント。
- コザキユースケ - 元アシスタント[59]。『極東学園天国』のころから『G戦場ヘヴンズドア』まで。
- 内田早紀 - 漫画家、親友。
- みずしな孝之 - 漫画家、親友。『いい電子』にゲスト出演しており、その際には新婚ホヤホヤの夫にRPGのレベルを上げて貰っていることが判明している。また『New スーパーマリオブラザーズ Wii』も遊ぶのではなく見る側に回っていた。しかし、クリアまでに相当時間が掛かってしまい本人は爆睡、その間にエンディングが終わってしまったために激怒したエピソードもある。なお、同作品内ではネギを持っている事が多い。
- 木内亨 - 配偶者。チーフアシスタント。『少女ファイト』8巻以降は作画監修者としてクレジットされるようになった。